# 安藤誠弥
安藤 誠弥（あんどう せいや、1998年10月6日 - ）は、日本の男子バレーボール指導者である。

## 来歴
兵庫県明石市出身。
神戸市立王塚台中学校、市立尼崎高等学校を経て、筑波大学に進学。その後、同校の大学院に進学。
2023年、V.LEAGUE DIVISION1 MEN（V1男子）に所属する堺ブレイザーズのコーチに就任した。

## 所属チーム
選手として
- 神戸市立王塚台中学校（2011-2014年）
- 市立尼崎高等学校（2014-2017年）
- 筑波大学（2017-2021年）

コーチとして
- 筑波大学（2021-2023年）
- 堺ブレイザーズ/日本製鉄堺ブレイザーズ（2023年-）